# Wereldkampioenschap voetbal 2014 (achtste finale) Colombia - Uruguay
Dit artikel gaat over de  achtste finale tussen Colombia en Uruguay die gespeeld werd op zaterdag 28 juni 2014 tijdens het wereldkampioenschap voetbal 2014. Op dezelfde dag werd de wedstrijd Brazilië – Chili gespeeld.

## Voorafgaand aan de wedstrijd
- Colombia staat bij aanvang van het toernooi op de achtste plaats van de FIFA-wereldranglijst. In juli 2013 stond Colombia nog op de derde positie, wat een record was – iets meer dan twee jaar eerder, in juni 2011 had Colombia nog zijn dieptepunt toen het op de 54e positie stond – maar sinds 2013 schommelt Colombia rond de vijfde positie. In april 2014 stond het land nog op de vierde positie, maar de twee daaropvolgende maanden zakte Colombia vier plaatsen. Het land steeg stevig op de ranglijst gedurende het jaar 2012, toen Colombia zestien doelpunten voor en drie tegen kreeg.[1] Drie andere landen die aangesloten zijn bij de CONMEBOL hebben een betere positie op de ranglijst; dit zijn Uruguay, Argentinië en Brazilië.
- Colombia speelde in de groepsfase in groep C drie wedstrijden, waarvan het land alle wedstrijden won. De eerste wedstrijd tegen Griekenland won Colombia met 3-0, de tweede wedstrijd tegen Ivoorkust won het land met 2-1 en laatste wedstrijd tegen Japan werd met 1-4 door Colombia gewonnen.
- Uruguay staat bij aanvang van het toernooi op de zevende plaats van de wereldranglijst. In de zomer van 2013 stond het land nog op de 19e positie, maar hierna begon Uruguay op de ranglijst te stijgen – het land stond in oktober 2013 op de zesde positie – maar sinds deze stijging schommelt het land tussen de vijfde en zevende positie. Die grote stijging startte in een dieptepunt op de ranglijst; Uruguay was namelijk nadat het zijn hoogtepunt in juni 2012 had bereikt (tweede positie) flink gedaald.[2] Twee landen aangesloten bij de CONMEBOL wisten op de wereldranglijst van juni 2014 een betere positie te bemachtigen; dat waren Argentinië en Brazilië.
- Uruguay won in de poulfase in groep D twee van de drie wedstrijden. De eerste wedstrijd tegen Costa Rica verloor Uruguay met 1-3, de tweede wedstrijd tegen Engeland won het land met 2-1 en de laatste wedstrijd tegen Italië won het land met 0-1.
- Deze landen speelden 38 keer eerder tegen elkaar. Van die wedstrijden won Uruguay er 18, won Colombia er 11 en werden er negen gelijkgespeeld. De Colombianen scoorden 43 keer in het doel van de Uruguezen; andersom gebeurde dat 54 keer.[3]
- Uruguay trad aan zonder steraanvaller Luis Suárez, die in de voorgaande wedstrijd de Italiaanse verdediger Giorgio Chiellini had gebeten. Op basis van tv-beelden schorste de FIFA de recidivist voor negen wedstrijden. Suarez moet daarnaast een boete betalen van ongeveer 82 duizend euro. Hij mag zich vier maanden lang niet in het voetbalstadion vertonen.

## Wedstrijdgegevens
| Datum                | 28 juni 2014                     | 28 juni 2014                     |
| Wedstrijdnummer      | 50                               | 50                               |
| Stadion              | Maracanã, Rio de Janeiro         | Maracanã, Rio de Janeiro         |
| Toeschouwers         | 73.804                           | 73.804                           |
| Scheidsrechter       | Björn Kuipers                    | Björn Kuipers                    |
| Assistenten          | Sander van Roekel Erwin Zeinstra | Sander van Roekel Erwin Zeinstra |
| Vierde official      | Svein Oddvar Moen                | Svein Oddvar Moen                |
| Man van de wedstrijd | James Rodríguez                  | James Rodríguez                  |
|                      | Colombia                         | Uruguay                          |
| Doelpunten           | 2                                | 0                                |
| Gele kaarten         | 1                                | 2                                |
| Rode kaarten         | 0                                | 0                                |
| Wissels              | 3                                | 3                                |
| Schoten op doel      | 8                                | 9                                |
| Schoten naast doel   | 2                                | 7                                |
| Overtredingen        | 19                               | 17                               |
| Hoekschoppen         | 3                                | 5                                |
| Buitenspel           | 1                                | 1                                |
| Balbezit (%)         | 54                               | 46                               |

| Colombia | 2 – 0           | Uruguay |
| James Rodríguez (Abel Aguilar) 28' James Rodríguez (Juan Cuadrado) 50' | goals (assists) | |
| José Pékerman | bondscoach      | Oscar Tabárez |
| David Ospina Cristián Zapata Mario Yepes Pablo Armero Juan Camilo Zúñiga Carlos Sánchez Abel Aguilar James Rodríguez 85' Juan Cuadrado 81' Teófilo Gutiérrez 68' Jackson Martínez | opstellingen    | Fernando Muslera Diego Godín José María Giménez Maximiliano Pereira Martín Cáceres 53' Álvaro Pereira Cristian Rodríguez Egidio Arévalo 67' Álvaro González 53' Diego Forlán Edinson Cavani |
| Alexander Mejía 68' Fredy Guarín 81' Adrián Ramos 85' | wissels         | 53' Christian Stuani 53' Gastón Ramírez 67' Abel Hernández |
| Pablo Armero 78' | gele kaarten    | 55' José María Giménez 77' Diego Lugano |
| | rode kaarten    | |

## Wedstrijden
| Groepswedstrijden      |                       |                         |                       |                         |                        |                        |                         |
| Groep A                | Groep B               | Groep C                 | Groep D               | Groep E                 | Groep F                | Groep G                | Groep H                 |
| Brazilië – Kroatië     | Spanje – Nederland    | Colombia - Griekenland  | Uruguay – Costa Rica  | Zwitserland – Ecuador   | Argentinië – Bosnië    | Duitsland – Portugal   | België – Algerije       |
| Mexico – Kameroen      | Chili – Australië     | Ivoorkust – Japan       | Engeland – Italië     | Frankrijk – Honduras    | Iran – Nigeria         | Ghana – U.S.A.         | Rusland – Zuid-Korea    |
| Kameroen – Kroatië     | Australië – Nederland | Japan – Griekenland     | Italië – Costa Rica   | Honduras – Ecuador      | Nigeria – Bosnië       | U.S.A. – Portugal      | Zuid-Korea – Algerije   |
| Brazilië – Mexico      | Spanje – Chili        | Colombia – Ivoorkust    | Uruguay – Engeland    | Zwitserland – Frankrijk | Argentinië – Iran      | Duitsland – Ghana      | België – Rusland        |
| Kameroen – Brazilië    | Australië – Spanje    | Japan – Colombia        | Italië – Uruguay      | Honduras – Zwitserland  | Nigeria – Argentinië   | U.S.A. – Duitsland     | Zuid-Korea – België     |
| Kroatië – Mexico       | Nederland – Chili     | Griekenland – Ivoorkust | Costa Rica – Engeland | Ecuador – Frankrijk     | Bosnië – Iran          | Portugal – Ghana       | Algerije – Rusland      |
| Achtste finales        |                       |                         |                       |                         |                        |                        |                         |
| Brazilië Chili         | Colombia Uruguay      | Frankrijk Nigeria       | Duitsland Algerije    | Nederland Mexico        | Costa Rica Griekenland | Argentinië Zwitserland | België Verenigde Staten |
| Kwartfinales           |                       |                         |                       |                         |                        |                        |                         |
| Brazilië – Colombia    | Brazilië – Colombia   | Frankrijk – Duitsland   | Frankrijk – Duitsland | Nederland – Costa Rica  | Nederland – Costa Rica | Argentinië – België    | Argentinië – België     |
| Halve finales          |                       |                         |                       |                         |                        |                        |                         |
| Brazilië – Duitsland   | Brazilië – Duitsland  | Brazilië – Duitsland    | Brazilië – Duitsland  | Nederland – Argentinië  | Nederland – Argentinië | Nederland – Argentinië | Nederland – Argentinië  |
| Troostfinale           |                       |                         |                       |                         |                        |                        |                         |
| Brazilië – Nederland   |                       |                         |                       |                         |                        |                        |                         |
| Finale                 |                       |                         |                       |                         |                        |                        |                         |
| Duitsland – Argentinië |                       |                         |                       |                         |                        |                        |                         |

Colfútbol · A-internationals · Selecties · Statistieken · Bondscoaches · Colombiaans vrouwenelftal · Olympisch elftal · Colombia U20 · Colombia U17
1938 – 1949 ·
1950 – 1959 ·
1960 – 1969 ·
1970 – 1979 ·
1980 – 1989 ·
1990 – 1999 ·
2000 – 2009 ·
2010 – 2019 ·
2020 – 2029
WK 1962 · 
WK 1990 · 
WK 1994 · 
WK 1998 · 
WK 2014 · 
WK 2018
OS 1968 · 
OS 1972 · 
OS 1980 · 
OS 1992 · 
OS 2016
1938 · 
1939 · 1940 · 1941 · 1942 · 1943 · 1944 · 
1946 · 
1947 · 
1948 · 
1949 · 
1950 · 1951 · 1952 · 1953 · 1954 · 1955 · 1956 · 
1957 · 
1958 · 1959 · 1960 · 
1961 · 
1962 · 
1963 · 
1964 · 
1965 · 
1966 · 
1967 · 
1968 · 
1969 · 
1970 · 
1971 · 
1972 · 
1973 · 
1974 · 
1975 · 
1976 · 
1977 · 
1978 · 
1979 · 
1980 · 
1981 · 
1982 · 
1983 · 
1984 · 
1985 · 
1986 · 
1987 · 
1988 · 
1989 · 
1990 ·
1991 · 
1992 · 
1993 · 
1994 · 
1995 · 
1996 · 
1997 · 
1998 · 
1999 · 
2000 · 
2001 · 
2002 · 
2003 · 
2004 · 
2005 · 
2006 · 
2007 · 
2008 · 
2009 · 
2010 · 
2011 · 
2012 · 
2013 · 
2014 · 
2015 · 
2016 · 
2017 ·
2018 ·
2019 ·
2020 ·
2021
Algerije ·
Argentinië ·
Australië ·
Bahrein ·
België ·
Bolivia · 
Brazilië ·
Canada ·
Chili ·
China · 
Costa Rica ·
Cuba ·
DDR ·
Duitsland ·
Ecuador ·
Egypte ·
El Salvador ·
Engeland ·
Finland ·
Frankrijk ·
Griekenland ·
Guatemala · 
Haïti ·
Honduras ·
Hongarije ·
Hongkong ·
Ierland ·
Irak ·
Israël ·
Ivoorkust ·
Jamaica ·
Japan ·
Joegoslavië ·
Jordanië ·
Kameroen ·
Koeweit · 
Liberia · 
Marokko ·
Mexico ·
Montenegro ·
Nederland ·
Nederlandse Antillen ·
Nicaragua ·
Nieuw-Zeeland · 
Nigeria ·
Noord-Ierland ·
Noorwegen ·
Panama ·
Paraguay ·
Peru ·
Polen ·
Puerto Rico ·
Qatar ·
Roemenië ·
Saoedi-Arabië ·
Schotland ·
Senegal ·
Servië ·
Slovenië ·
Slowakije ·
Sovjet-Unie ·
Spanje ·
Trinidad en Tobago ·
Tsjecho-Slowakije ·
Tunesië · 
Turkije · 
Uruguay ·
Venezuela ·
Verenigde Arabische Emiraten · 
Verenigde Staten ·
Zuid-Afrika ·
Zuid-Korea ·
Zweden ·
Zwitserland
Brazilië (2014) ·
Engeland (2018) ·
Griekenland (2014) ·
Ivoorkust (2014) ·
Japan (2014) ·
Japan (2018) ·
Polen (2018) ·
Senegal (2018) ·
Uruguay (2014)
AUF · A-internationals · Selecties · Bondscoaches · Uruguayaans vrouwenelftal · Olympisch elftal · Uruguay U21 · Uruguay U20 · Uruguay U19 · Uruguay U18 · Uruguay U17
1900 – 1909 ·
1910 – 1919 ·
1920 – 1929 ·
1930 – 1939 ·
1940 – 1949 ·
1950 – 1959 ·
1960 – 1969 ·
1970 – 1979 ·
1980 – 1989 ·
1990 – 1999 ·
2000 – 2009 ·
2010 – 2019 ·
2020 – 2029
WK 1930 · 
WK 1950 · 
WK 1954 · 
WK 1962 · 
WK 1966 · 
WK 1970 ·
WK 1974 · 
WK 1986 · 
WK 1990 · 
WK 2002 · 
WK 2010 · 
WK 2014 · 
WK 2018
OS 1924 · 
OS 1928 ·
OS 2012
1902 · 
1903 · 
1904 · 
1905 · 
1906 · 
1907 · 
1908 · 
1909 ·
1910 · 
1911 · 
1912 · 
1913 · 
1914 · 
1915 · 
1916 · 
1917 · 
1918 · 
1919 ·
1920 · 
1921 · 
1922 · 
1923 · 
1924 · 
1925 · 
1926 · 
1927 · 
1928 · 
1929 ·
1930 · 
1931 · 
1932 · 
1933 · 
1934 · 
1935 · 
1936 · 
1937 · 
1938 · 
1939 ·
1940 · 
1941 · 
1942 · 
1943 · 
1944 · 
1945 · 
1946 · 
1947 · 
1948 · 
1949 ·
1950 · 
1951 · 
1952 · 
1953 · 
1954 · 
1955 · 
1956 · 
1957 · 
1958 · 
1959 ·
1960 · 
1961 · 
1962 · 
1963 · 
1964 · 
1965 · 
1966 · 
1967 · 
1968 · 
1969 ·
1970 · 
1971 · 
1972 · 
1973 · 
1974 · 
1975 · 
1976 · 
1977 · 
1978 · 
1979 ·
1980 · 
1981 · 
1982 · 
1983 · 
1984 · 
1985 · 
1986 · 
1987 · 
1988 · 
1989 ·
1990 ·
1991 · 
1992 · 
1993 · 
1994 · 
1995 · 
1996 · 
1997 · 
1998 · 
1999 · 
2000 · 
2001 · 
2002 · 
2003 · 
2004 · 
2005 · 
2006 · 
2007 · 
2008 · 
2009 · 
2010 · 
2011 · 
2012 · 
2013 · 
2014 · 
2015 · 
2016 ·
2017 ·
2018 ·
2019 ·
2020 ·
2021 ·
2022 ·
2023 ·
2024
Algerije ·
Angola ·
Argentinië ·
Australië ·
België ·
Bolivia ·
Brazilië ·
Bulgarije ·
Canada ·
Chili ·
China ·
Colombia ·
Costa Rica ·
Cuba ·
DDR ·
Denemarken ·
Duitsland ·
Ecuador ·
Egypte ·
Engeland ·
Estland ·
 Finland ·
Frankrijk ·
Georgië ·
Ghana ·
Guatemala ·
Haïti ·
Honduras ·
Hongarije ·
Ierland ·
India ·
Indonesië ·
Irak ·
Iran ·
Israël ·
Italië ·
Ivoorkust ·
Jamaica ·
Japan ·
Joegoslavië ·
Jordanië ·
Libië ·
Luxemburg ·
Maleisië ·
Mexico ·
Marokko ·
Nederland ·
Nicaragua ·
Nieuw-Zeeland ·
Nigeria ·
Noord-Ierland ·
Noorwegen ·
Oekraïne ·
Oezbekistan ·
Oman ·
Oostenrijk ·
Panama ·
Paraguay ·
Peru ·
Polen ·
Portugal ·
Roemenië ·
Rusland ·
Saarland ·
Saoedi-Arabië ·
Schotland ·
Senegal ·
Servië & Montenegro ·
Singapore ·
Slovenië ·
Sovjet-Unie ·
Spanje ·
Tahiti ·
Thailand ·
Trinidad en Tobago · 
Tsjechië ·
Tsjecho-Slowakije ·
Tunesië · 
Turkije ·
Venezuela ·
Verenigde Arabische Emiraten ·
Verenigde Staten ·
Wales ·
Zuid-Afrika ·
Zuid-Korea ·
Zweden ·
Zwitserland
Argentinië (1986) ·
België (1990) ·
Brazilië (1950) · 
Colombia (2014) ·
Costa Rica (2014) ·
Denemarken (1986) ·
Denemarken (2002) ·
Duitsland (2010) ·
Egypte (2018) ·
Engeland (2014) ·
Frankrijk (2002) ·
Frankrijk (2010) ·
Frankrijk (2018) ·
Ghana (2010) ·
Italië (1990) ·
Italië (2014) ·
Mexico (2010) ·
Nederland (1974) ·
Nederland (2010) ·
Portugal (2018) ·
Rusland (2018) ·
Saoedi-Arabië (2018) ·
Schotland (1986) ·
Senegal (2002) ·
Spanje (1990) ·
West-Duitsland (1986) ·
Zuid-Afrika (2010) ·
Zuid-Korea (1990) ·
Zuid-Korea (2010)